# Los amados de mi esposa
Los amados de mi esposa es un cuadro del pintor austriaco Carl Kahler pintado en 1891. Representa los cuarenta y dos gatos persas y de angora pertenecientes a la millonaria y filántropa estadounidense Catherine Kate Birdsall Johnson.  El título del cuadro se atribuye al marido de la comitente, Robert Carlton Johnson,  aunque él falleció en 1889 y según el exconservador de arte Dawson Carr, en realidad la viuda debió nombrarlo así porque él había acuñado esa expresión para referirse a la colección de felinos. 

## Historia
La obra fue encargada por la millonaria y filántropa estadounidense Catherine Kate Birdsall Johnson para inmortalizar los numerosos gatos que tenía en su casa de vacaciones cerca de Sonoma, California.
En 1890, conoció al pintor austríaco Carl Kahler, poco después de su llegada a California, procedente de Australia, donde había adquirido cierta fama pintando retratos y escenas de carreras de caballos. Ella le ofreció crear un cuadro que representara a sus gatos y Kahler aceptó la oferta. Pasó varios meses estudiando las poses y hábitos de las mascotas de Johnson, trazando bocetos y óleos preliminares, antes de pintar un lienzo de gran formato de 180 cm x 260 cm que representa cuarenta y dos gatos de angora y persas, con Sultán, el favorito de su dueña, comprado por Johnson en un viaje a París, sentado en el centro.
Recibió la suma de 5.000 dólares por este trabajo.  La pintura se exhibió en la Exposición Universal de Chicago de 1893  y, tras la muerte de Johnson ese mismo año, fue vendida en 1894 a Ernest Haquette, quien la expuso en su salón privado de arte de San Francisco. La sala fue destruida en el terremoto de 1906, pero la pintura sobrevivió.
En 2015, la obra se vendió por 826.000 dólares en una subasta a un coleccionista privado.  En 2016, se exhibió en el Museo de Arte de Portland, en asociación con la Oregon Humane Society, para promover la adopción de gatos.